# Yagra fonscolombe
Yagra fonscolombe is een vlinder uit de familie Castniidae. De wetenschappelijke naam van de soort is voor het eerst geldig gepubliceerd in 1824 door Jean-Baptiste Godart.
De soort komt voor in het Neotropisch gebied in Brazilië.

## Synoniemen
- Hista japyx Hübner, 1822
- Castnia kirstenii Thon, 1829
- Castnia walkeri Strand, 1913 nomen nudum